# 태아

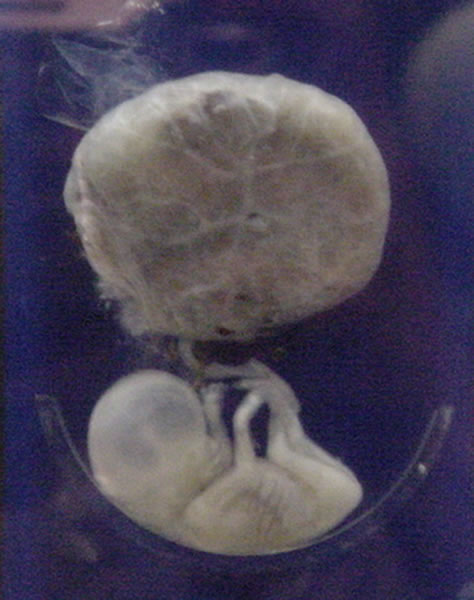
태반에 붙어있는 태아. 수정 이후 약 12주 째.

태아(胎兒, fetus, foetus)는 수정된 후 태어나기 전의 아이(아기)를 말한다. 영어의 fetus에 해당하는 어느 정도 형성된 후를 말할 때는 태아(胎兒)라고 하고 그 이전은 태아(胎芽, 아이가 될 싹, embryo) 또는 배아라고 부르기도 한다.

## 선천병
태아기에 발생 과정에 문제가 있으면 선천병(Congenital disorder)에 걸리게 된다.

## 법률
살아서 태어난다면, 재산을 물려받거나 할 수 있는 존재이므로, 많은 나라에서 태아에 대한 제한된 권리능력을 인정하고 있다. 중요한 법률관계를 열거하여 이에 대해서만 태아가 출생한 것으로 보는 입법 태도(개별적 보호주의: 독일민법 제1923조, 프랑스민법 제723조 및 제906조, 일본민법 및 대한민국 민법)가 있는가 하면, 모든 법률관계에 관하여 일반적으로 태아가 출생한 것으로 보는 입법태도도 있다(일반적 보호주의 : 로마법, 스위스민법 제31조 제2항, 오스트리아 민법 제22조 및 프로이센법). 대한민국에서는 불법행위에 의한 손해배상청구(제762조), 재산상속(제1000조 제3항), 대습상속(제1001조, 제1112조, 유류분권), 유증(제1064조), 인지(제858조)에 있어서 태아의 권리능력이 인정된다. 사인증여에 있어서 태아의 권리능력의 인정 여부에 대해서는 학설과 판례에 있어서 견해가 나뉜다. 판례는 이를 불인정한다. 태아를 모체에서 제거하는 행위인 낙태는 많은 나라에서 금지되고 있으며, 허용하더라도 제한을 가하고 있다. 대한민국의 판례는 미망인이 태아를 낙태한 경우 재산 상속분의 차이가 없더라도 상속권을 받을 수 없도록 하고 있다.

### 당사자능력
한국법상 자연인에 이르지 못한 태아는 당사자능력이 원칙적으로 없지만 민법은 불법행위로 인한 손해배상, 상속, 유증의 경우에는 이미 출생한 것으로 보는 예외를 두고 있다.

### 위자료 청구
태아가 피해 당시 정신상 고통에 대한 감수성을 갖추고 있지 않다하더라도 장래 감수할 것임을 현재 합리적으로 기대할 수 있는 경우에 있어서는 즉시 그 청구를 할 수 있다

## 같이 보기
- 산부인과
- 성 염색체